# (4322) Billjackson
(4322) Billjackson est un astéroïde de la ceinture principale.

## Description
(4322) Billjackson est un astéroïde de la ceinture principale. Il fut découvert le 11 mars 1981 à Siding Spring par Schelte J. Bus. Il présente une orbite caractérisée par un demi-grand axe de 2,28 UA, une excentricité de 0,18 et une inclinaison de 4,5° par rapport à l'écliptique.

## Compléments